# Virus cedar

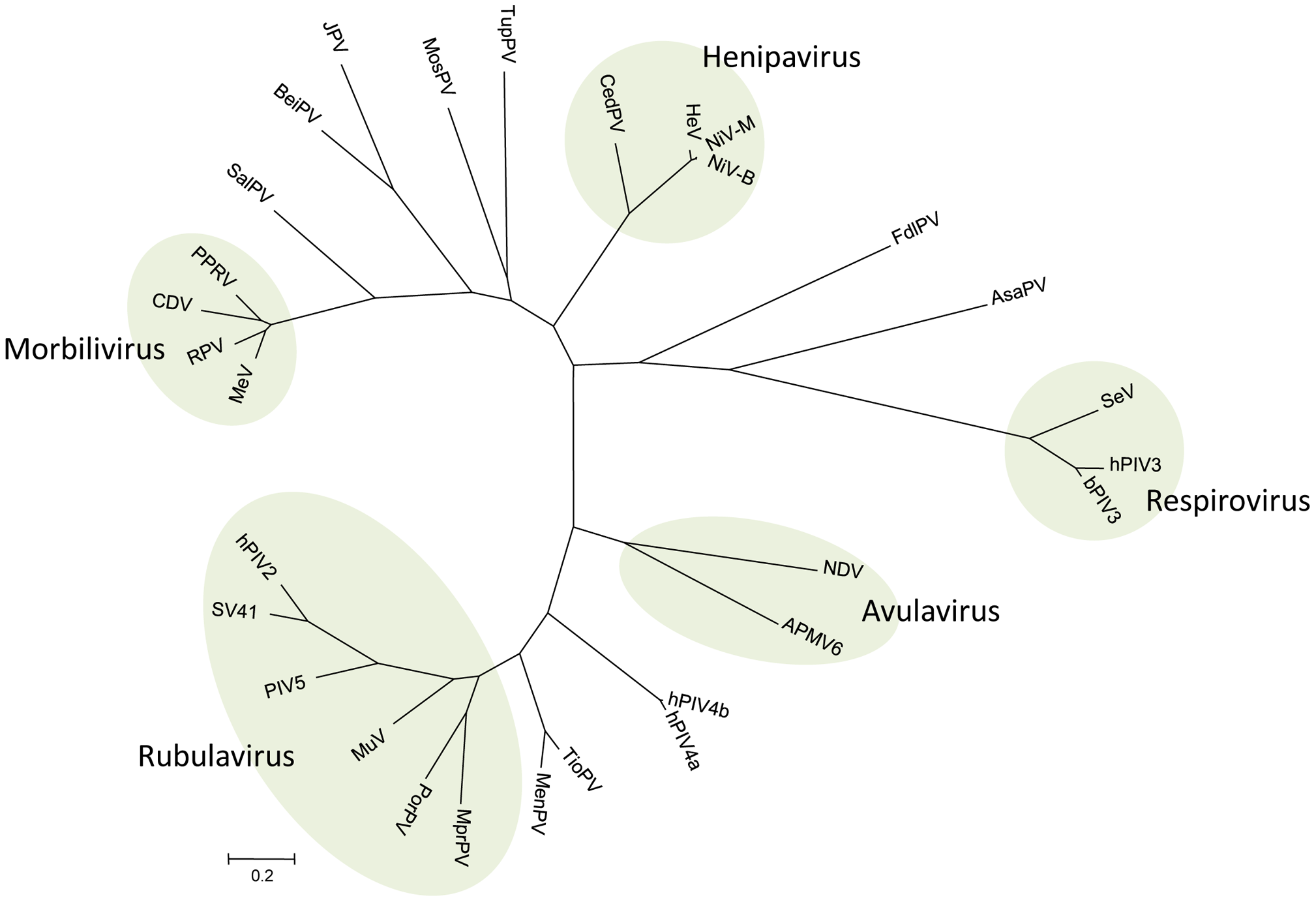
Árbol filogenético basado en la proteína N secuenciado de varios paramyxovirus.

El virus cedar (CedV) es pariente del virus Nipah y el virus Hendra, que comparten un número similar de genes. Se transmite de los murciélagos a los humanos en un proceso conocido como zoonosis, y pertenece a la familia Paramyxoviridae. Apareció por primera vez en Queensland, Australia en 2009.